# Isabelle Adjani

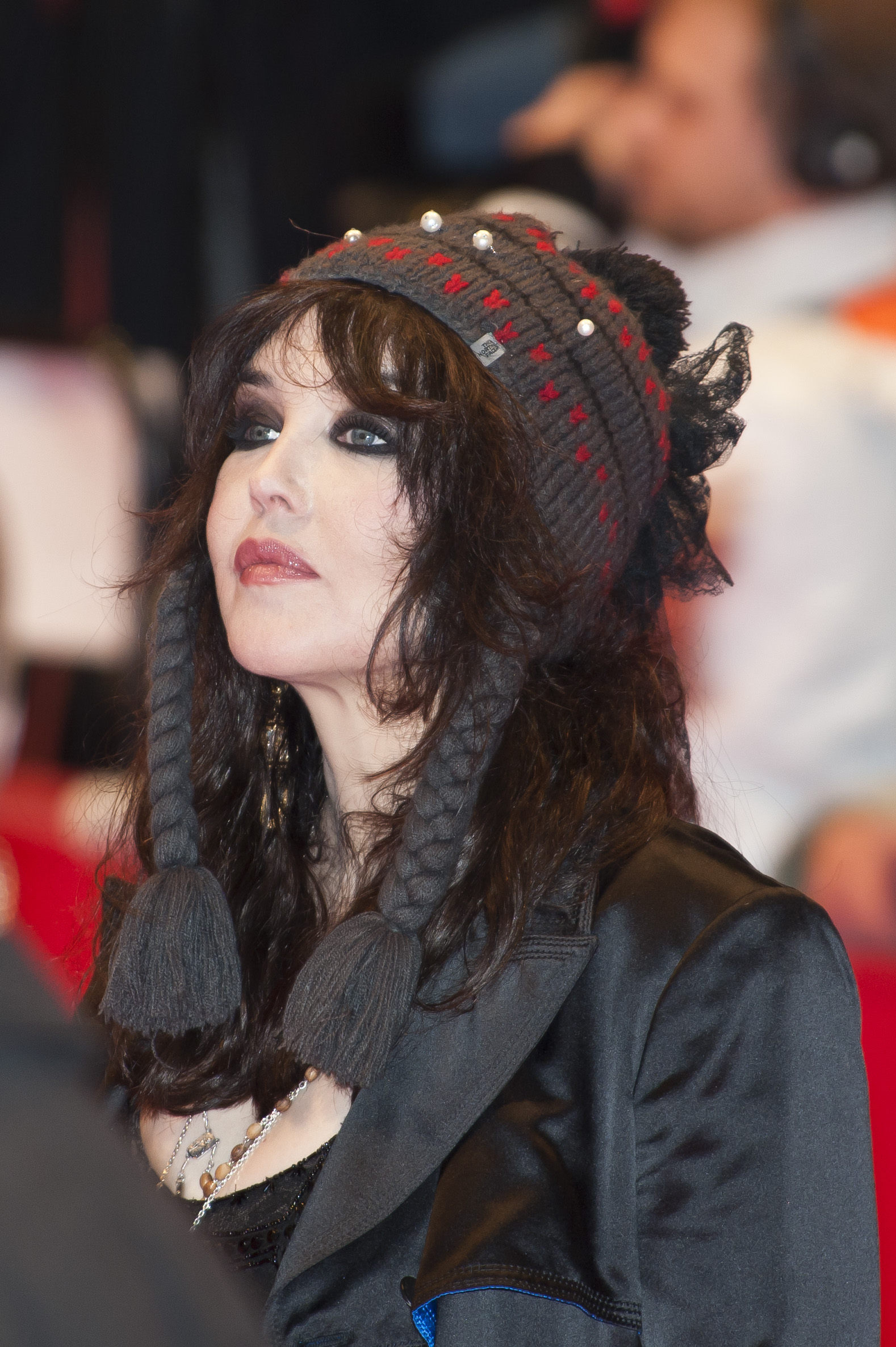
Isabelle Adjani la Festivalul de Film de la Berlin 2010

Isabelle Adjani (n. 27 iunie 1955) este o actriță de film și cântăreața franceză. Ea este unica persoană din istorie care a câștigat cinci premii César ca actor.
A câștigat premiul de cea mai bună actriță la Festivalul de film de la Cannes 1981, iar în 1989 a câștigat premiul Ursul de Argint pentru cea mai bună actriță la Festivalul de Film de la Berlin.

## Biografie
Isabelle Adjani s-a născut pe 27 iunie 1955. Adjani a jucat în 30 de filme de-a lungul carierei sale, din 1970. Deține recordul pentru cele mai multe premii Cesar pentru interpretare, având în palmares cinci premii. Filmele pentru care a câștigat trofeele Cesar sunt: Possession din 1981, One Deadly Summer din 1983, Camille Claudel din 1988, Queen Margot din 1994 și Skirt Day din 2009. A primit alte două premii în 1981 la Festivalul de Film de la Cannes și două nominalizări ale Academiei de film pentru Cea mai bună interpretare feminină. A jucat în limba engleză, franceză și germană. S-a născut într-un cartier de imigranți din Gennevilliers, Hauts-de-Seine, o suburbie a Parisului. Tatăl său a fost soldat al Armatei Franceze în al doilea război mondial. Mama sa Augusta, căreia i se spunea Gusti, era de origine germană. A crescut știind la perfecție limba germană, ca limbă maternă. După ce a câștigat un concurs de recitat poezii, când era încă pe băncile școlii, și-a început și cariera de actriță amatoare într-o trupă până la vârsta de 12 ani. La 14 ani a jucat în primul său film de lungmetraj, Le petit bougnat, din 1970. Primul său rol notabil din teatru a fost cel din piesa Școala Femeilor de Moliere, interpretând rolul Agnès. A părăsit Comedia franceză căreia i se alăturase în 1972 pentru a-și începe cariera în film. După mai multe roluri minore a avut un succes răsunător în 1974 cu filmul La Gifle. În anul următor a primit rolul care i-a adus aprecierea criticii, în The Story of Adèle H. Pauline Kael i-a spus că este o actriță prodigioasă, iar criticii i-au lăudat prestațiile artistice. A fost nominalizată la Premiile Oscar pentru „The Driver” din 1978 și pentru filmul biografic „Camille Claudel” în 1990.

## Filmografie
- 1970 Micul metis (Le Petit Bougnat), regia Bernard Toublanc-Michel : Rose
- 1972 Faustine și frumoasa vară (Faustine et le Bel Été), regia Nina Companeez : Camille
- 1974 Palma (La Gifle), regia Claude Pinoteau : Isabelle Doulean
- 1975 Obsesia dragostei (L’histoire d'Adèle H.), regia François Truffaut : Adèle Hugo
- 1976 Barocco, regia André Téchiné : Laure
- 1976 Locatarul (Le Locataire), regia Roman Polanski : Stella
- 1977 Violette și François (Violette et François), regia Jacques Rouffio : Violette Clot
- 1978 Șoferul (The Driver), regia Walter Hill : jucătoarea
- 1979 Nosferatu, fantoma nopții (Nosferatu, Phantom der Nacht), regia Werner Herzog : Lucy Harker
- 1979 Surorile Brontë (Les Sœurs Brontë), regia André Téchiné : Emily Brontë

- 1981 Clara și băieții de treabă (Clara et les chics types), regia Jacques Monnet : Clara
- 1981 Quartet, regia James Ivory : Marya Zelli
- 1981 Posesiune (Possession), regia Andrzej Żuławski : Anna / Helen
- 1981 Poate anul viitor (L'Année prochaine si tout va bien), regia Jean-Loup Hubert : Isabelle Maréchal
- 1982 Numai foc și pară (Tout feu, tout flamme), regia Jean-Paul Rappeneau : Pauline Valance
- 1982 Antonieta, regia Carlos Saura : Antonieta Rivas Mercado
- 1983 Mortelle Randonnée, regia Claude Miller : Catherine Leiris / Lucie Brentano, « Marie »
- 1983 Vară ucigașă (L’été meurtrier), regia Jean Becker : Eliane Wieck
- 1985 Metroul (Subway), regia Luc Besson : Helena
- 1987 Ishtar, regia Elaine May : Shirra Assel
- 1988 Camille Claudel, regia Bruno Nuytten : Camille Claudel

- 1993 Toxic Affair, regia Philomène Esposito : Pénélope
- 1994 Regina Margot (La Reine Margot), regia Patrice Chéreau : Marguerite de Valois dite Margot
- 1995 O sută și una de nopți (Les Cent et Une Nuits de Simon Cinéma), regia Agnès Varda
- 1996 Diabolique, regia Jeremiah S. Chechik : Mia Baran
- 1998 Paparazzi, regia Alain Berberian : ea înuși

- 2002 Pocăita (La Repentie), regia Laetitia Masson : Charlotte
- 2002 Adolphe, regia Benoît Jacquot : Ellénore
- 2003 Drum bun (Bon Voyage), regia Jean-Paul Rappeneau : Viviane Denvers
- 2003 Monsieur Ibrahim et les Fleurs du Coran, regia François Dupeyron : La star
- 2009 La Journée de la jupe, regia Jean-Paul Lilienfeld : Sonia Bergerac

- 2012 David et Madame Hansen, regia Alexandre Astier : Madame Hansen Bergmann
- 2014 Sous les jupes des filles, regia Audrey Dana : Lili
- 2016 Carole Matthieu, regia Louis-Julien Petit : Carole Matthieu
- 2018 Le monde est à toi, regia Romain Gavras : Dany